# Юрківка (станція)
Юрківка — проміжна пасажирська залізнична станція 5-го класу Жмеринської дирекції Південно-Західної залізниці на лінії Жмеринка — Журавлівка між станціями Рахни (17 км) та Журавлівка (15 км). Розташована в селі Юрківка Тульчинського району Вінницької області

## Пасажирське сполучення
На станції Юрківка зупиняються приміські електропоїзди сполученням Вапнярка — Жмеринка.
Більшість поїздів по станції Жмеринка узгоджені у напрямку станції Вінниця (
(з електропоїздом Жмеринка — Козятин).
З 18 червня 2021 року призначався, в якості експерименту та вивчення пасажиропотоку, приміський електропоїзд Козятин — Кодима (через станції Калинівка, Вінниця, Гнівань, Жмеринка, Рахни, Вапнярка, Крижопіль, Рудниця, Попелюхи.